# Avon (Ohio)
Pour les articles homonymes, voir Avon.
La ville d’Avon est située dans le comté de Lorain, dans l’État de l’Ohio, aux États-Unis. Elle comptait 21 193 habitants lors du recensement de 2010.
Les Crushers du Lac Érié jouent à cet endroit dans la ligue Frontier  au baseball professionnel.

## Source de la traduction
- (en) Cet article est partiellement ou en totalité issu de l’article de Wikipédia en anglais intitulé « Avon, Ohio » (voir la liste des auteurs).